# Långvarig smärta
Långvarig smärta är definitionsmässigt en ihållande eller återkommande smärta som varat i mer än 3 månader. Den tidigare benämningen kronisk smärta anses förlegad och har utgått.
Långvarig smärta kan röra sig om huvudvärk, ledvärk, smärta från skador eller sår, ryggsmärta, muskelvärk, med mera. Smärtan kan exempelvis ursprungligen starta med en infektion, nervskada eller överbelastningsskada. Ibland kan långvariga smärttillstånd utvecklas hos människor är stressade  eller hos människor exempelvis lider av PTSD. Inom modern smärtforskning och smärtbehandling ses utvecklande av långvarig smärta utifrån ett biopsykosocialt perspektiv. Ungefär 25-35 procent av den vuxna befolkning i Europa beräknas leva med långvarig smärta.

## Definition
Smärta definieras av International Association for the Study of Pain (IASP) enligt följande:
| ”                                                                     | En obehaglig sensorisk eller emotionell upplevelse förknippad med vävnadsskada, hot om vävnadsskada eller en upplevelse som kan likna denna. | „ |
| – 2020 års definition, Översatt till svenska av Swedish Pain Society. | |   |

Uppfattningarna om hur länge en smärta ska ha pågått för att kallas långvarig har varierat och utanför snäva definitioner finns naturligtvis ingen skarp gräns. Den definitionsmässiga gränsen har därför varierat mellan 3 och 6 månader, men med tiden har 3-månadersgränsen blivit förhärskande i forskarvärlden och gäller i ICD-11.

### Klassificering
I ICD-11 som är den senaste versionen av diagnosmanualen ICD, erhåller de långvariga smärttillstånden för första gången egna diagnos-koder. Primär långvarig smärta har fått koden MG30.0. Sub-klasser finns även för sex sorters sekundär smärta: cancerrelaterad smärta, postkirurgisk eller posttraumatisk smärta, muskuloskeletal smärta, visceral smärta, neuropatisk smärta, samt sekundär huvudvärk eller orofacial smärta.

## Orsaker
Långvariga smärttillstånd är ofta av typen nociplastisk smärta där den bakomliggande orsaken och sjukdomsmekanismen är ofullständigt kända. Detta skiljer nociplastisk smärta från både nociceptiv smärta som beror på vävnadsskada och neuropatisk smärta som orsakas av en skada eller sjukdom specifikt i nervsystemet.
Bland vanliga orsaker till långvarig smärta är muskuloskeletal ryggsmärta såsom ryggskott, artrit, huvudvärk, MS, fibromyalgi, bältros, och nervskador (neuropati). Bäckensmärta kan ofta vara kronisk och bero på sjukdomar som endometrios, interstitiell cystit, ovarialcysta (eller äggstockscancer), eller prostatodyni. Magont kan vara kroniskt och bero på exempelvis kronisk bukspottkörtelinflammation, cancer i mag- och tarmkanalen, mag- och tarminfektioner, ämnesomsättningssjukdomar (som porfyri), eller innehåll i födointaget (förgiftningar, födoämnesintolerans).
Kronisk smärta kan i vissa fall bero på somatisering och bestå av en somatoform smärta.

## Sjukdomsmekanism
Faktorer som kan orsaka kronisk smärta är ständig retning av smärtreceptorer, så kallad sensitisering (när något stimuli i centrala nervsystemet leder till bl.a. sänkt smärttröskel), sömnproblem, med mera. Ofta finns både fysiska, psykiska och sociala orsaker till kronisk smärta. Studier på idrottare har visat att god fysik och regelbunden fysisk aktivitet leder till högre smärttröskel. Upplevelsen av smärta kan därför, och även av andra anledningar, skilja sig åt.

## Följder
Kronisk smärta leder ofta till följdsjukdomar, såsom trötthet, depression, sömnproblem, muskelförtvining och muskelsvaghet (för att smärtan leder till inaktivitet), substansmissbruk och läkemedelsberoende, och kan utmynna i en självmordskris.

## Forskning
I Sverige har SBU i olika omgångar utvärderat den samlade forskningen om behandling och rehabilitering på området och år 2019 kartlagt det aktuella kunskapsläget för långvariga smärttillstånd i muskler, leder och skelett hos kvinnor – kvinnor drabbas oftare än män. För att få en så tillförlitlig bild som möjligt, sökte SBU år 2019 efter systematiska översikter av forskningsresultat om behandling och rehabilitering av långvarig muskuloskeletal smärta, det vill säga från muskler, leder och skelett. Trots att långvarig smärta är vanligare hos kvinnor visade kartläggningen att det i stort sett saknas systematiska översikter som specifikt gäller kvinnor. År 2021 gjorde SBU en uppdatering av kunskapsläget som visade att effekterna av så kallade multimodala och interdisciplinära behandlingar (det vill säga samordnade behandlingsinsatser som erbjuds av ett team med minst två kliniska professioner och som inriktas på både fysiska och psykosociala aspekter) är jämförbara med andra interventioner – och kan vara mer effektiva för att förbättra hälsoutfall hos personer med långvarig smärta.